# Republika
Pour les articles homonymes, voir Mouvement pour la démocratie (Cap-Vert).
République (en slovaque Republika) est un parti politique slovaque d'extrême droite, dirigé par Milan Uhrík.

## Historique

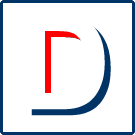
Premier logo

Le premier leader de ce parti a été Ivan Gašparovič, président de la république slovaque de 2004 à 2014. Il a ensuite été dirigé par Jozef Grapa (sk) jusqu'en 2018. Il était membre de l'Alliance pour l'Europe des nations.
Absent de la scène parlementaire avec moins de 2 % des voix depuis 2004, il a changé de nom en 2018 pour devenir Hlas ľudu (La Voix du peuple). Son président est depuis décembre 2018 Peter Marček (sk).
Il a été repris en mars 2021 par Uhrík et un groupe d'anciens membres du parti d'extrême droite Notre Slovaquie (ĽSNS) de Marian Kotleba. Au lieu de déposer un tout nouveau parti (ce qui nécessiterait la collecte de 10 000 signatures de partisans), ils ont repris et renommé le parti existant « Voix du peuple » (slovaque : Hlas Ľudu) dirigé par Peter Marček, qui ne comptait que 50 membres en 2018. En raison de la défection d'anciens représentants de ĽSNS, le parti dispose de cinq sièges au sein du Conseil national slovaque. Milan Uhrík est lui-même membre du Parlement européen, élu pour ĽSNS en 2019.

## Résultats électoraux

### Élections européennes
| Année | Voix  | Mandats | Rang | Groupe |
| ----- | ----- | ------- | ---- | ------ |
| 2024  | 12,53 | 2 / 15  | 3e   | ESN    |